# Saint-Preuil
Saint-Preuil är en kommun i departementet Charente i regionen Nouvelle-Aquitaine i västra Frankrike. Kommunen ligger  i kantonen Segonzac som ligger i arrondissementet Cognac. År 2022 hade Saint-Preuil 302 invånare.

## Befolkningsutveckling
Antalet invånare i kommunen Saint-Preuil
Referens:INSEE